# Stazione meteorologica di Morigerati
La stazione meteorologica di Morigerati è la stazione meteorologica di riferimento relativa alla località di Morigerati.

## Coordinate geografiche
La stazione meteo si trova nell'Italia meridionale, in Campania, in provincia di Salerno, nel comune di Morigerati, a 310 metri s.l.m. e alle coordinate geografiche 40°08′N 15°33′E.

## Dati climatologici
In base alla media trentennale di riferimento 1961-1990, la temperatura media del mese più freddo, gennaio, si attesta a +7,9 °C; quella del mese più caldo, agosto, è di +25,1 °C  .
| Morigerati         | Mesi | Mesi | Mesi | Mesi | Mesi | Mesi | Mesi | Mesi | Mesi | Mesi | Mesi | Mesi | Stagioni | Stagioni | Stagioni | Stagioni | Anno |
| Morigerati         | Gen  | Feb  | Mar  | Apr  | Mag  | Giu  | Lug  | Ago  | Set  | Ott  | Nov  | Dic  | Inv      | Pri      | Est      | Aut      | Anno |
| ------------------ | ---- | ---- | ---- | ---- | ---- | ---- | ---- | ---- | ---- | ---- | ---- | ---- | -------- | -------- | -------- | -------- | ---- |
| T. max. media (°C) | 11,0 | 11,9 | 14,9 | 18,2 | 22,6 | 26,8 | 30,1 | 30,6 | 27,0 | 21,8 | 16,1 | 12,6 | 11,8     | 18,6     | 29,2     | 21,6     | 20,3 |
| T. min. media (°C) | 4,9  | 5,0  | 7,1  | 9,7  | 13,2 | 16,9 | 19,3 | 19,7 | 17,1 | 13,4 | 9,6  | 6,9  | 5,6      | 10,0     | 18,6     | 13,4     | 11,9 |